# Dolores Hope
Dolores Hope (ur. 27 maja 1909, zm. 19 września 2011) – amerykańska piosenkarka i filantrop.
Jej mężem był aktor Bob Hope.
Ma swoją gwiazdę na Hollywoodzkiej Alei Gwiazd.